# Exosternus gerardi
Exosternus gerardi är en skalbaggsart som beskrevs av Louis Burgeon 1939. Exosternus gerardi ingår i släktet Exosternus och familjen stumpbaggar. Inga underarter finns listade i Catalogue of Life.